# Mk 2 (граната)
Ручна осколкова граната Mk 2 — американська ручна граната дистанційної дії, призначена для ураження живої сили противника.
Граната замінила у військах гранату Mk I, стандартизована як Mk II у 1920. З 1945 має маркування Mk 2. Замінена на M26.

## Конструкція
Граната має яйцеподібний оребрений металевий корпус. Уздовж внутрішньої поверхні корпусу щільно покладена спіраль з сталевого дроту. Розривний заряд — 21 грам бездимного пороху марки EC або 57 грам тринітротолуолу.
Хоча граната вважається оборонною, швидка втрата осколками забійної енергії дозволяє використовувати гранату як в обороні, так і в атаці.

## Варіанти
- Mk II
  - Mk.II WWI:
    - Mk II A1

  - Mk.II WWII
    - Mk II HE

- Mk.II Black-Tip Spoons (Mk II D)
- Mk II TNT